# Финал Лиги конференций УЕФА 2024
Финал Лиги конференций УЕФА 2024 года (англ. 2024 UEFA Europa Conference League Final) — финальный матч третьего в истории розыгрыша Лиги конференций УЕФА, ежегодного турнира для футбольных клубов, входящих в состав УЕФА. Матч прошёл 29 мая 2024 года на стадионе «Айя-София» в Афинах, Греция.
Греческий «Олимпиакос» обыграл итальянскую «Фиорентину» в дополнительное время со счётом 1:0 и получил право на участие в общем этапе Лиги Европы УЕФА 2024/25.

## Выбор места проведения
УЕФА объявил тендерный процесс для выбора места проведения финалов Лиги конференций УЕФА в 2024 и 2025 годах. Ассоциации, заинтересованные в проведении одного из финалов, должны были подать заявки с 21 июня по 31 августа 2022 года. Требованием для стадионов-кандидатов на проведение финала было наличие 4-й категории УЕФА и вместимости от 30 до 50 тысяч человек. График приёма заявок на проведение финала:
- 21 июня 2022: Начало приёма заявок
- 31 августа 2022: Конец приёма заявок
- 7 сентября 2022: Требования к стадионам стали известны подававшим заявки ассоциациям
- 3 ноября 2022: Начало подачи тендерных досье
- 23 февраля 2023: Конец подачи тендерных досье
- 28 июня 2023: Объявление места проведения финала

Стадион «Айя-София» был выбран в качестве места проведения финального матча во время встречи исполнительного комитета УЕФА 28 июня 2023 года в Ньоне, Швейцария.

## Отчёт о матче
| Олимпиакос     | 1:0 (доп. вр.) | Фиорентина |
| -------------- | -------------- | ---------- |
| Эль-Кааби 116′ | (отчёт)        |            |

| Регламент матча: - 90 минут основного времени. - 30 минут дополнительного времени при необходимости. - Послематчевые пенальти в случае ничейного исхода после дополнительного времени. - Двенадцать заявленных запасных игроков. - Максимум пять замен, шестая допускается только в дополнительное время. |